# Petra Schürmann
Petra Schürmann–Freund (ur. 15 września 1933 w Mönchengladbach, zm. 14 stycznia 2010 w Starnbergu) – niemiecka aktorka, prezenterka i modelka. W 1956 została wybrana Miss World.

## Filmografia
- „Gorące chodniki Kolonii” (1967)
- „Ciało w Tamizie” (1971)